# Stearyltartrat
Stearyltartrat (auch Stearoyltartrat, E 483) ist das Produkt der Veresterung von Weinsäure mit Fettalkoholen, im Wesentlichen Stearylalkohol und Palmitylalkohol. Es handelt sich um ein Gemisch aus hauptsächlich Diestern und geringen Anteilen von Monoestern und den Ausgangsstoffen. Es hat bei Raumtemperatur die Form einer gelblichweißen Paste mit einem Schmelzintervall von 67 bis 77 °C.
Als Rohstoffe dienen in der Regel pflanzliche Fette, wobei jedoch auch tierische Fette in Frage kommen.

## Verwendung
Es findet in der Lebensmittelindustrie als Emulgator und Mehlbehandlungsmittel vorwiegend in Backwaren Verwendung, da die Stoffe mit Proteinen und darunter insbesondere dem Gluten in Wechselwirkung treten. In der EU ist es als Lebensmittelzusatzstoff der Nummer E 483 mit der Bezeichnung „Stearoyltartrat“ für aromatisierte fermentierte Milchprodukte (höchstens 5000 mg/kg), Desserts (höchstens 5000 mg/kg),  bestimmte Brot- und Brötchensorten (höchstens 4000 mg/kg) und feine Backwaren  (höchstens 4000 mg/kg) zugelassen.